# Codonium
Codonium is een geslacht van neteldieren uit de  familie van de Corynidae.

## Soort
- Codonium proliferum (Forbes, 1848)